# Hazal Kaya

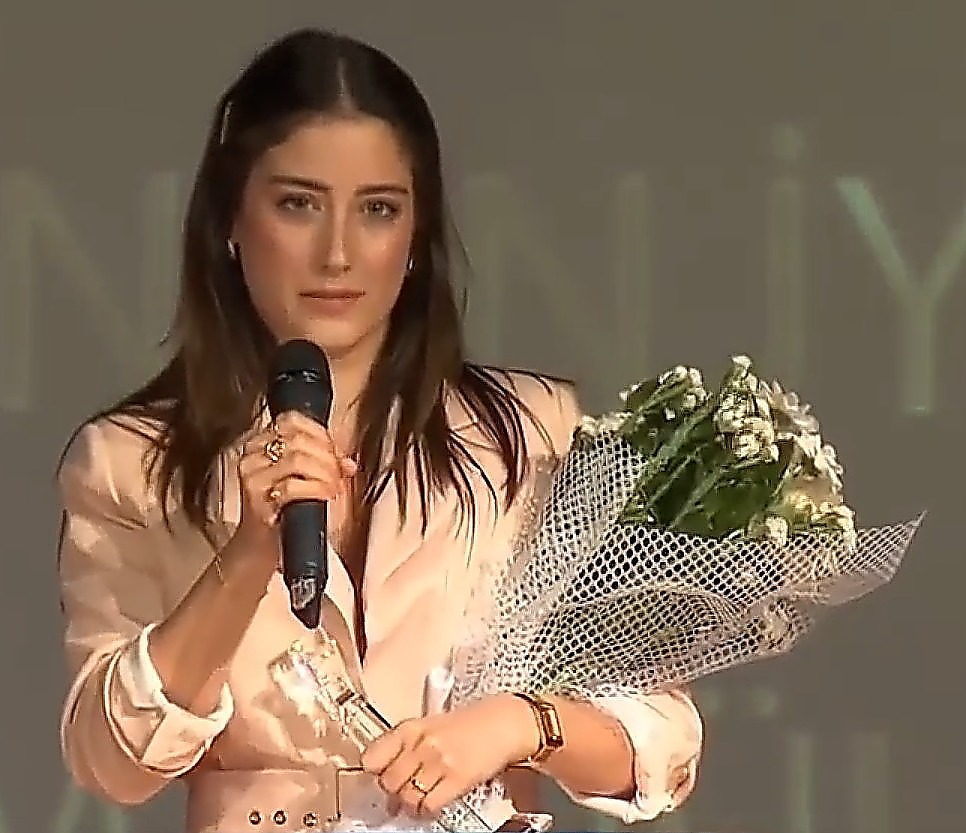
Hazal Kaya, 2015

Leyla Hazal Kaya (anhörenⓘ; * 1. Oktober 1990 in Konya) ist eine türkische Schauspielerin.

## Berufliche Entwicklung
Leyla Hazal Kaya besuchte die Istanbul Italyan Lisesi. Sie trat als Gastschauspielerin in der türkischen Serie Sıla auf und spielte 2007 in der türkischen Serie Genco die Hauptrolle der Özge.
Bekannt wurde sie durch die türkische Erfolgsserie Aşk-ı Memnu, in der sie die Hauptrolle der Nihal Ziyagil spielte. Vom 14. Januar 2011 bis zur 67. Folge spielte sie in der türkischen Serie Adını Feriha Koydum die Hauptrolle Feriha Yılmaz Sarrafoğlu. Daneben verkörperte sie 2011 eine der vier Hauptrollen im Film Ay Büyürken Uyuyamam. 2012/13 spielte sie eine Hauptrolle in der Serie Son Yaz – Balkanlar 2012 und seit 2013 in der Serie A.Ş.K. Seit 2015 spielt sie die Hauptrolle Maral Erdem in der Serie Maral En Güzel Hikayem. Daraufhin verkörperte sie auch die Figur Filiz Elibol in der erfolgreichen Dramaserie Bizim Hikaye.
Kaya studiert an der İstanbul Bilgi Üniversitesi.

## Filmografie (Auswahl)
| Filme     | Filme                                                     | Filme                       | Filme             |
| Jahr      | Titel                                                     | Rolle                       | Hinweise          |
| --------- | --------------------------------------------------------- | --------------------------- | ----------------- |
| 2011      | Çalgı Çengi (Musical-Tänzer)                              | Eingehende Mädchen-Behälter | Gastspieler       |
| 2011      | Behzat Ç. Seni Kalbime Gömdüm                             | Berna Ç.                    | Gastspieler       |
| 2011      | Ay Büyürken Uyuyamam (Schlaflos bei zunehmendem Mond)     | Hülya                       | Hauptdarstellerin |
| 2012      | Bu Son Olsun                                              | Lale                        | Hauptdarstellerin |
| 2013      | Mavi Dalga (Blauwelle)                                    | Arzu                        | Gastspieler       |
| 2014      | İtirazım Var (Ich appelliere)                             | Zeynep Bulut                | Hauptdarstellerin |
| 2016      | Kırık Kalpler Bankası (Gebrochene-Herzen-Bank)            | Aslım                       | Hauptdarstellerin |
| 2022      | Benden Ne Olur (Was geschieht, von mir)                   | Sertab Bal                  | Hauptdarstellerin |
| Serien    |                                                           |                             |                   |
| Jahr      | Titel                                                     | Rolle                       | Hinweise          |
| 2006–2007 | Acemi Cadı (Anfänger Hexe)                                | Pelin                       | Gastspieler       |
| 2006      | Taşların Sırrı (Das Geheimnis der Steine)                 | Bengü                       | Gastspieler       |
| 2006–2008 | Sıla                                                      | Berrin                      | Gastspieler       |
| 2007–2008 | Genco                                                     | Özge / Gülay Erkaya         | Hauptdarstellerin |
| 2008–2010 | Aşk-ı Memnu (Verbotene Liebe)                             | Nihal Ziyagil               | Hauptdarstellerin |
| 2011–2012 | Adını Feriha Koydum (Ich nannte sie Feriha)               | Feriha Yılmaz Sarrafoğlu    | Hauptdarstellerin |
| 2012      | Son Yaz-Balkanlar 1912 (Ende Sommer-Balkans 1912)         | Emine                       | Hauptdarstellerin |
| 2013      | A.Ş.K.                                                    | Azra Özak                   | Hauptdarstellerin |
| 2015      | Maral: En Güzel Hikayem (Maral: Meine schönste Erzählung) | Maral Erdem                 | Hauptdarstellerin |
| 2017      | Bizim Hikaye (Unsere Story)                               | Filiz Elibol Aktan          | Hauptdarstellerin |
| 2020      | Menajerimi Ara (Rufen Sie meinen Manager an)              | Kendisi (Hazal Kaya)        | Gastspieler       |
| 2021      | Misafir (Gäste)                                           | Gece / Güneş Yalçın         | Hauptdarstellerin |
| Internet  |                                                           |                             |                   |
| Jahr      | Titel                                                     | Rolle                       | Hinweise          |
| 2022–     | Mitternacht im Pera Palace (Pera Palas'ta Gece Yarısı)    | Peride / Esra Köksüz        | Hauptdarstellerin |

## Werbespots
| Jahr      | Werbespots       |      |        |
| --------- | ---------------- | ---- | ------ |
| Jahr      | Werbespots       | 2006 | Tofita |
| 2007      | Nescafé          |      |        |
| 2007      | Molped           |      |        |
| 2007      | Turkcell         |      |        |
| 2008      | Eti Burçak       |      |        |
| 2010      | Penti            |      |        |
| 2012      | Bingo            |      |        |
| 2014      | Lux Arabia       |      |        |
| 2020–2021 | İstegelsin       |      |        |
| 2021      | Önlem Bebek Bezi |      |        |
| 2022      | Perspective      |      |        |
| 2022      | Lancome          |      |        |

## Gespielte Musikvideos
| Jahr | Musikvideos                        |      |                              |
| ---- | ---------------------------------- | ---- | ---------------------------- |
| Jahr | Musikvideos                        | 2008 | Aslı Güngör – İzmir Bilir Ya |
| 2011 | Selçuk Balcı – Deniz Üstünde Fener |      |                              |
| 2017 | Çağatay Akman – Bizim Hikaye       |      |                              |

## Auszeichnungen
| Auszeichnungen und Nominierungen | Auszeichnungen und Nominierungen                                                     | Auszeichnungen und Nominierungen                  | Auszeichnungen und Nominierungen |
| Jahr                             | Auszeichnung                                                                         | Kategorie                                         | Ergebnis                         |
| -------------------------------- | ------------------------------------------------------------------------------------ | ------------------------------------------------- | -------------------------------- |
| 2010                             | Kavram Olympia Auszeichnungen                                                        | Young Talent des Jahres                           | Gewonnen                         |
| 2011                             | Ayaklıgazete.com Auszeichnungen                                                      | Schönste Schauspielerin                           | Gewonnen                         |
| 2011                             | Dizifilm.com Oscars Auszeichnungen                                                   | Beste Schauspielerin                              | Gewonnen                         |
| 2012                             | Ayaklıgazete.com Auszeichnungen                                                      | Beste Schauspielerin                              | Nominiert                        |
| 2012                             | Televizyondizisi.com Auszeichnungen                                                  | Die Beliebteste Schauspielerin                    | Nominiert                        |
| 2012                             | Sosyalmedya.cc Auszeichnungen                                                        | Beste Schauspielerin                              | Gewonnen                         |
| 2012                             | Eniyiyisec.com Auszeichnungen                                                        | Beste Schauspielerin                              | Gewonnen                         |
| 2012                             | Bakmoda.com Auszeichnungen                                                           | Beste Schauspielerin                              | Gewonnen                         |
| 2013                             | Sayidaty Araber Zeitschrift                                                          | Beste Türkische Weibliche Star                    | Gewonnen                         |
| 2013                             | 2.Kristall Maus Medien Auszeichnungen                                                | Beste Schauspielerin                              | Nominiert                        |
| 2013                             | MagaziMedya.com                                                                      | Turkey’s Most Beautiful Screen Face               | Nominiert                        |
| 2013                             | Gazete5.com                                                                          | Beste Schauspielerin                              | Nominiert                        |
| 2013                             | Sizcene.com Auszeichnungen                                                           | Türkei Beste Spielerin                            | Gewonnen                         |
| 2013                             | Magazincity.com Awards                                                               | Beste Schauspielerin on TV                        | Gewonnen                         |
| 2013                             | Politik Zeitschrift Auszeichnungen                                                   | TV Schauspielerin des Jahres                      | Nominiert                        |
| 2013                             | YılınFenomeni.com                                                                    | Phänomen Schauspielerin des Jahres                | Nominiert                        |
| 2013                             | OMÜ 3. Medien Auszeichnungen                                                         | Beste Schauspielerin                              | Nominiert                        |
| 2014                             | Ayaklıgazete.com Auszeichnungen                                                      | Beste Schauspielerin                              | Nominiert                        |
| 2014                             | 2.Düzce Universität Media Auszeichnungen                                             | Beste Schauspielerin                              | Nominiert                        |
| 2014                             | 5.KTÜ Media Auszeichnungen                                                           | Die am meisten Gefeierte Schauspielerin           | Nominiert                        |
| 2014                             | Bilgisefi.com                                                                        | Türkei Beste Spielerin                            | Nominiert                        |
| 2014                             | Felsebiyat Zeitschrift Cinema Kandidaten                                             | Die Schauspielerin des Jahres                     | Nominiert                        |
| 2014                             | The Medal of Excellence for the Most Influential Figures in the World Auszeichnungen | Medal of Excellence                               | Gewonnen                         |
| 2014                             | Top 33 Of The Most Beautiful Women On TV Auszeichnungen                              | The Breathtaking Women                            | Gewonnen                         |
| 2015                             | Lebanon Awards Auszeichnungen                                                        | Beste Schauspielerin                              | Gewonnen                         |
| 2015                             | TelevizyonDizisi.com Auszeichnungen                                                  | Beste Schauspielerin                              | Nominiert                        |
| 2015                             | Marie Claire Türkei                                                                  | The Most Favorite Actress                         | Nominiert                        |
| 2015                             | Eurasia Best Auszeichnungen                                                          | Beste Schauspielerin                              | Nominiert                        |
| 2016                             | 7. KTÜ Media Auszeichnungen                                                          | Gefeierte Schauspielerin                          | Nominiert                        |
| 2017                             | Latina Turkish Awards Auszeichnungen                                                 | Beste Kussszene (Hazal Kaya - Çağatay Ulusoy)     | Gewonnen                         |
| 2017                             | Türkei Jugendpreise                                                                  | Beste Schauspielerin in einer TV-Serie            | Nominiert                        |
| 2017                             | Stars des Jahres Auszeichnungen                                                      | Beliebtester weiblicher Fernsehserienschauspieler | Nominiert                        |
| 2018                             | IU Student Council 1453 Auszeichnungen                                               | Beste Schauspielerin des Jahres                   | Nominiert                        |
| 2019                             | Latina Turkish Awards Auszeichnungen                                                 | Beste Schauspielerin                              | Gewonnen                         |
| 2019                             | Latina Turkish Awards Auszeichnungen                                                 | Bestes TV-Serien-Paar (Hazal Kaya - Burak Deniz)  | Gewonnen                         |
| 2019                             | 19. Internet Media Best of the Year-Auszeichnungen                                   | Beste Schauspielerin in einer TV-Serie            | Gewonnen                         |
| 2019                             | Kommunikationspreis der Universität Istanbul Aydın                                   | Beste Schauspielerin                              | Gewonnen                         |
| 2021                             | Goldene 61-Auszeichnungen der Universität Istanbul                                   | Yılın En İyi Reklam Yüzü                          | Nominiert                        |